# Райхбаум, Яков Давыдович
Яков Давыдович Райхбаум (6 августа 1913 года, Иркутск — 20 марта 1979 года) — советский физик, доктор наук, профессор. Заслуженный деятель науки РСФСР. Член научного совета по спектроскопии АН СССР. Основоположник иркутской школы спектроскопистов-аналитиков.

## Биография
В 1936 году окончил Иркутский государственный университет, физико-математический факультет.
В 1936 по 1944 год работал преподавателем в Иркутском педагогическом институте. В 1942 году защитил кандидатскую диссертацию на тему «Методика спектрометрического исследования золота и других компонентов в рудах».
В 1943 году перешел на работу в Иркутский медицинский институт, где возглавил кафедру физики.
С 1950 года работал в Институте редких и цветных металлов заведующим лаборатории физических методов анализа. В это время защитил докторскую диссертацию на тему «Разработка новых методов спектрального анализа», получает звание профессора.
С 1960 года преподавал в Иркутском государственном университете, параллельно занимает должность заведующего физической лаборатории.
С 1967 по 1975 года, совмещая с преподавательской и научной деятельностью в ИГУ, работал заместителем директора по науке Института геохимии им. Виноградова СО АН СССР.
Область научных интересов была сосредоточена вокруг спектрального анализа, основанного на моделировании аналитических сигналов, изучении процессов массообъема в газовом разряде.
Под его непосредственным руководством были разработаны спектроскопические методы исследования кинетики испарения веществ в дуговой формуле для расчета скорости и времени испарения.
Автор более 200 научных работ в области теории и практики спектрального анализа. Награжден орденом «Знак Почета».
Скончался в 1979 году.

## Труды
- Физические основы спектрального анализа. — М.: Наука, 1980.
- Эмиссионный спектральный анализ в геохимии. — Новосибирск: Наука, 1976.